# Torres (Trancoso)
Torres é uma povoação portuguesa do Município de Trancoso que foi sede da extinta Freguesia de Torres, freguesia que tinha 10,25 km² de área e 137 habitantes (2011), e, por isso, uma densidade populacional de 13,4 hab/km². 
Em 2013, a Freguesia de Torres foi extinta (agregada), tendo o seu território passado a fazer parte da nova União das Freguesias de Freches e Torres.
Da Freguesia de Torres faziam parte, além da sede, as localidades de Frechão e Chafariz do Vento.

## População
| População da freguesia de Torres | População da freguesia de Torres | População da freguesia de Torres | População da freguesia de Torres | População da freguesia de Torres | População da freguesia de Torres | População da freguesia de Torres | População da freguesia de Torres | População da freguesia de Torres | População da freguesia de Torres | População da freguesia de Torres | População da freguesia de Torres | População da freguesia de Torres | População da freguesia de Torres | População da freguesia de Torres |
| -------------------------------- | -------------------------------- | -------------------------------- | -------------------------------- | -------------------------------- | -------------------------------- | -------------------------------- | -------------------------------- | -------------------------------- | -------------------------------- | -------------------------------- | -------------------------------- | -------------------------------- | -------------------------------- | -------------------------------- |
| 1864                             | 1878                             | 1890                             | 1900                             | 1911                             | 1920                             | 1930                             | 1940                             | 1950                             | 1960                             | 1970                             | 1981                             | 1991                             | 2001                             | 2011                             |
| 438                              | 492                              | 483                              | 519                              | 522                              | 572                              | 484                              | 503                              | 492                              | 447                              | 357                              | 292                              | 217                              | 217                              | 137                              |

			
Por idades em 2001 e 2021			

| 0-14 anos | 15-24 anos | 25-64 anos | 65 e + anos |
| 37 \| 13  | 21 \| 22   | 87 \| 50   | 72 \| 52    |
| -65%      | +5%        | -43%       | -28%        |